# آن كوسغي
آن كوسغي (بالإنجليزية: Anne Kosgei)‏ هي عداءة مراثونية كينية، ولدت في 1980 في Uasin Gishu County ‏ في كينيا.

## وصلات خارجية
- آن كوسغي على موقع الاتحاد الدولي لألعاب القوى (الإنجليزية)